# Grevalosa
Grevalosa es una entidad de población española del municipio de Castellfollit del Boix, perteneciente a la provincia de Barcelona, en la comunidad autónoma de Cataluña.

## Toponimia
El nombre del lugar puede encontrarse mencionado con las grafías Gravalosa y Grevalosa.

## Historia
A mediados del siglo XIX, el lugar, por entonces con ayuntamiento propio, tenía contabilizada una población de 62 habitantes. Aparece descrito en el octavo volumen del Diccionario geográfico-estadístico-histórico de España y sus posesiones de Ultramar de Pascual Madoz de la siguiente manera:

GRAVALOSA: l. con ayunt. en la prov., aud. terr. c. g. de Barcelona (8 leg.), part. jud. de Manresa (3), dióc. de Vich. sit. en terreno áspero y quebrado, con buena ventilación y clima saludable. Tiene 12 casas y una igl. parr. (Sta. Cecilia) servida por un cura. El térm. confina con Castelfullit, Mayans y Mascana; este último part. de Berga. El terreno es montuoso, de mediana calidad; los caminos que le cruzan son de herradura, y conducen á los pueblos comarcanos. prod.: trigo y legumbres; cria algun ganado y caza de varias especies. pobl.: 15 vec., 62 almas. cap. prod. 737,200. imp. 18,430.
(Madoz, 1847, pp. 588-589)

En 2023 la entidad de singular de población de Grevolosa, perteneciente al municipio de Castelfollit del Boix, tenía contabilizada una población de 21 habitantes.